# Southwold
Southwold est une ville située sur la côte de la mer du Nord, dans le district de East Suffolk dans le comté anglais du Suffolk, au Royaume-Uni. Cette ville se trouve à l'embouchure de la River Blyth au sein de l'Area of Outstanding Natural Beauty « Suffolk Coast and Heaths » . Elle est située à une distance de 11 milles (18 km) au sud de Lowestoft et à 29 milles (47 km) au nord-est d'Ipswich. La ville fait partie de la circonscription électorale de Suffolk Coastal et comptait 1 098 habitants au recensement de 2011.

## Southwold dans la culture
Dans son roman Une fille de pasteur (1935), George Orwell a calqué la ville fictive de Knype Hill sur Southwold.
W. G. Sebald (1944-2001), dans Les Anneaux de Saturne (1995), évoque souvent Southwold et les promenades dans la région.

## Le port
Le port de Southwold se trouve au sud de la ville, sur la Rivière Blyth. L'accès des véhicules se fait via York Road et Carnsey Road à l'ouest et Ferry Road à l'est. Le port s'étend sur près d'un mile en amont de l'embouchure de la rivière Il est principalement utilisé par les bateaux de pêche, les yachts et les petits bateaux de plaisance. Le club-house du Southwold Sailing Club se trouve du côté nord du port, à côté de « The Harbour Inn ». Le quai et la zone devant l'auberge et le club-house s'appellent Blackshore bien que le nom ait souvent été utilisé de manière incorrecte pour l'ensemble du port ces dernières années.

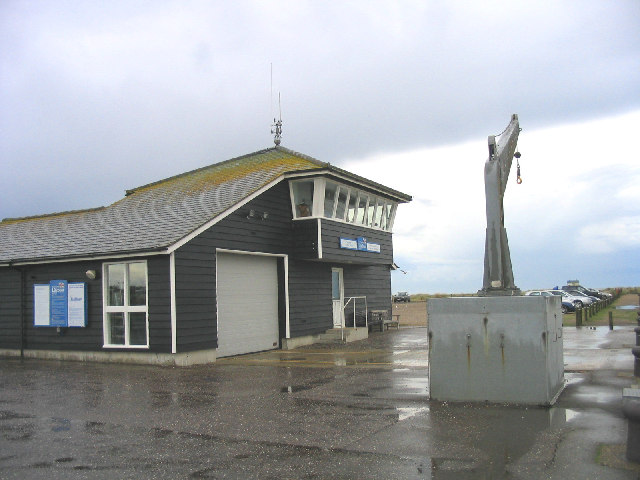
La station de sauvetage.

## Sources et bibliographie
- Geoffrey Munn, Southwold: An Earthly Paradise, Antique Collectors Club, (Woodbridge, 2006)  (ISBN 1-85149-518-5)